# Antonius Mazairac
Antonius Hendrikus Mazairac (conocido como Antoine Mazairac; 24 de mayo de 1901-1 de septiembre de 1966) fue un deportista neerlandés que compitió en ciclismo en la modalidad de pista.
Participó en los Juegos Olímpicos de Ámsterdam 1928, obteniendo una medalla de plata en la prueba de velocidad individual. Ganó cuatro medallas en el Campeonato Mundial de Ciclismo en Pista entre los años 1923 y 1929.

## Medallero internacional
| Juegos Olímpicos   | Juegos Olímpicos         | Juegos Olímpicos  | Juegos Olímpicos         |
| Año                | Lugar                    | Medalla           | Competición              |
| ------------------ | ------------------------ | ----------------- | ------------------------ |
| 1928               | Ámsterdam (Países Bajos) | Medalla de oro    | Velocidad individual     |
| Campeonato Mundial |                          |                   |                          |
| Año                | Lugar                    | Medalla           | Competición              |
| 1923               | Zúrich (Suiza)           | Medalla de plata  | Velocidad individual (A) |
| 1925               | Ámsterdam (Países Bajos) | Medalla de plata  | Velocidad individual (A) |
| 1926               | Milán (Italia)           | Medalla de bronce | Velocidad individual (A) |
| 1929               | Zúrich (Suiza)           | Medalla de oro    | Velocidad individual (A) |